# Reduto de São Pedro de Alcântara
O Reduto de São Pedro de Alcântara localizava-se na margem direita do canal do rio Igaraçu, no delta do rio Parnaíba, no litoral do estado do Piauí, no Brasil.

## História
No contexto da Guerra da Independência do Brasil (1822-1823), evacuada a vila de São João do Parnaíba pelas tropas portuguesas sob o comando do major João José da Cunha Fidié (29 de junho de 1823), retornam a ela o Senado da Câmara e os partidários da Independência. Foi encarregado da defesa da vila o coronel Simplício Dias da Silva, que às próprias expensas contribuiu para as obras de defesa, e para vestir e pagar o soldo a doze praças de artilharia para a guarnição do forte da vila (COSTA, 1974:329, 341). Este Reduto localizava-se no ângulo oeste da vila (atual cidade) de Parnaíba, sobre o canal do rio Igaraçu (COSTA, 1974:345).
À época do Período Regencial (1831-1840), em 1837 encontrava-se completamente arruinado, artilhado com quatro peças dos calibres 6 libras e 3 (COSTA, 1974:345).